# Idaea fuscomixtata
Idaea fuscomixtata là một loài bướm đêm trong họ Geometridae.